# Portrait de l'infante Isabelle Claire Eugénie (Rubens)
Pour les articles homonymes, voir Portrait de l'infante Isabelle Claire Eugénie.
Ne doit pas être confondu avec Portrait de l'infante Isabelle Claire Eugénie (Sánchez Coello).
Portrait de l'infante Isabelle Claire Eugénie est une peinture d'Isabelle d'Autriche réalisée par Pierre-Paul Rubens en 1625.

## Description
La première œuvre est datée de 1625 et montre l'infante en habit de clarisse, qu'elle a pris en 1621, après la mort de son mari Albert d'Autriche.

## Histoire
Dès 1609, Rubens s'impose comme le peintre officiel de la cour d'Albert et Isabelle. Leur règne s'achève avec la mort d'Albert en 1621 mais Rubens reste lié à sa veuve. Isabelle s'est rendue dans l'atelier de Rubens lors de son séjour à Bréda en 1625. L'œuvre était alors commencée. Ce tableau est aujourd'hui conservé par la Galerie Palatine à Florence. C'est à cette époque qu'Isabelle commande à Rubens la luxueuse tenture Le Triomphe de l'Eucharistie pour le monastère des Déchaussées royales de Madrid.
Plusieurs copies ont été faites par Antoine van Dyck, dont une est exposée au Louvre et une au musée d'histoire de l'art de Vienne.